# 活性化凝固時間

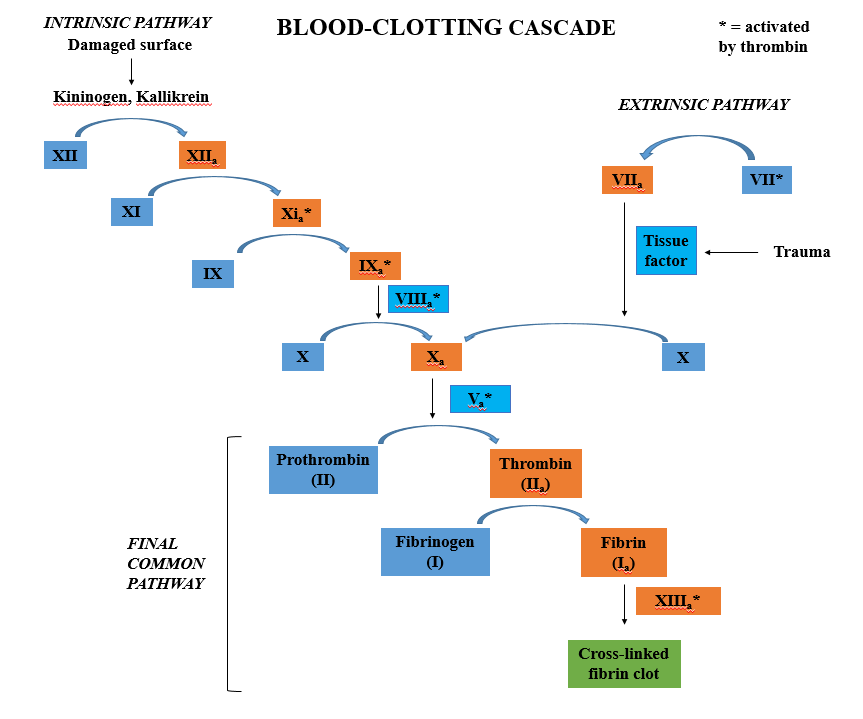
血液凝固カスケード。XII因子活性化因子を添加してACTを測定する。

活性化凝固時間（かっせいかぎょうこじかん、英：activated clotting timeまたはactivated coagulation time）は、血液凝固機能測定を目的とする臨床現場即時検査である。英語の頭文字略称からACTとも呼ばれる。

## 概要
ACTは、心臓バイパス、心臓インターベンション、血栓溶解、体外膜酸素化法(ECMO) 、および持続透析などの強力な抗凝固剤投与を必要とする処置の前、最中、および直後に、高用量ヘパリンなどの抗凝固効果を監視するために使用される。これは、第XII因子活性化因子の添加による内因性経路の活性化時に全血が凝固するのに必要な秒数を測定する。
凝固時間は相対的な尺度に基づいており、使用する活性化因子の供給元や製剤によってばらつきがあるため、比較のための基準値が必要である。
通常、部分トロンボプラスチン時間(PTT) 検査など、検体処理に時間がかかりすぎたり、臨床的に有用でない場合にオーダーされる。
ACTの延長は、凝固因子の欠乏、血小板減少症、または血小板機能障害を示している可能性がある。凝固時間の測定値は、ワルファリン、アプロチニン、 GpIIb/IIIa阻害剤などの薬剤、および低体温、循環血液量増加、循環血液量減少などの生理的障害によって影響を受ける可能性がある。

## 歴史
ACTは、1966年にHattersleyによって最初に導入された。以前は、凝固効果を監視するために、血液をガラス管に入れ、摂氏37度に保ち、血液が流動性を失うまで手作業で操作していた。心臓手術中のヘパリン投与量のモニタリングには、その手間から敬遠されがちであった。
ガラス管の表面は凝固を活性化するが、凝固時間は、セライトやカオリンなどの他の活性化剤を使用して短縮することができるようになった。

## 方法
通常、血液検体は凝固活性化剤とともにバイアルまたはカートリッジに入れられる。検体は所定の温度（多くの場合37℃）に保たれる。凝固終了は、凝固した血液の光学的特性（例えば、光学センサーによって不透明度の増加を検出する）または機械的特性（例えば、バイアル内の血液検体上で浮遊しているプラスチック片が凝固に伴って浮遊停止する）によって決定することができる。

## 結果
結果は、使用する機器と方法論によって異なることがある。たとえば、バイアルまたは血液試料を予熱しないシステムでは、凝固時間が温度とともに増加するため、凝固までの時間が長くなることがある。一般的な基準範囲は約70秒から約120秒。抗凝固薬を服用している患者の場合、時間が長くなる。